# Electric Blue (canción de Icehouse)
«Electric Blue» (en español: Azul eléctrico) es un exitoso sencillo de 1987 de la banda australiana de rock y synth pop Icehouse, coescrito por Iva Davies y John Oates, integrante este último del dúo estadounidense Hall & Oates. El sencillo alcanzó el primer puesto en el chart australiano el 16 de noviembre de 1987, el número 7 en el Hot 100 de la revista Billboard el 21 de mayo de 1988, el número 10 en el chart canadiense y el número 53 en la lista británica. Lanzado en agosto, fue el segundo sencillo de Man of Colours, el álbum más vendido de la banda, editado por Regular Records en Australia y por Chrysalis Records para Europa y Norteamérica. La canción aún se escucha en forma regular en las radioemisoras australianas; según lo declarado en 2007 por escuchas de Triple M, continúa siendo una de las canciones más populares.
John Oates comenzó a relacionarse con Davies tras haberse puesto en contacto con él y reconocerse admirador suyo; de esa relación nació «Electric Blue». Oates declaró que si Davies no hubiera lanzado la canción con Icehouse, el sencillo habría sido un tema de Hall & Oates.
En Australia, el sencillo estuvo disponible, por un tiempo limitado, en vinilo azul de 7 pulgadas.
Una versión de la canción remixada por el grupo Skip Raiders fue incluida en el álbum de Icehouse Meltdown, de 2002. En julio de 2007, fue versionada por el artista pop Steve Ward en una campaña de recaudación de fondos para la fundación de lucha contra el cáncer de mama Pink Lemonade.
El 5 de septiembre de 2011, «Electric Blue» volvió a la lista de éxitos australiana y se posicionó allí en el puesto 80.
La banda estadounidense de indie rock, The Killers, interpretó la canción en una transmisión en vivo en agosto de 2020, que Davies llamó más tarde, "la versión más impresionante" que había visto.

## Video musical
El videoclip de «Electric Blue» fue filmado en la azotea del 23-33 de la calle Mary, en Surry Hills, Sídney, lugar que hoy es la Teachers Federation House.

## Listas de canciones

### Lanzamiento en Australia

#### Sencillo de 7 pulgadas
1. «Electric Blue»
2. «Over My Head»

#### Sencillo de 12 pulgadas Alemania Chrysalis – 609 735
1. «Electric Blue» (Extended mix) 6:43 Remix by Michael Brauer*
2. «Electric Blue» (la versión del sencillo de 7 pulgadas) 4:23
3. «Electric Blue» (Dub Version Mix) 5:27 Remix by Michael Brauer*
4. «Over My Head»
5. (Nota: Ambas ediciones contienen las mismas Version remixadas por Michael Brauer única diferencias en Australia es de Color azul)

### Lanzamiento en el Reino Unido Chrysalis – CHS 12 3239

#### Sencillo de 12 pulgadas
1. «Electric Blue» (Extended Mix) 7.32 Remix – Steve Thompson & Michael Barbiero
2. «Electric Blue» (Dub Mix) 5:03 – Steve Thompson & Michael Barbiero
3. «Over My Head»

#### Sencillo en CD Chrysalis – CHSCD 3239
1. «Electric Blue» (Extended Mix) 7:39 Remix – Steve Thompson & Michael Barbiero
2. «Crazy» (Manic Mix) 7:25 Remix – Michael Brauer*
3. «Over My Head»

### Lanzamiento Promocional en Estados Unidos (sencillo de 12 pulgadas Chrysalis – VAS 1014 )
1. «Electric Blue» (Extended Mix) 7:32 Remix by Steve Thompson And Michael Barbiero*
2. «Electric Blue» (Dub Mix) 5:03 Remix by Steve Thompson And Michael Barbiero*
3. «Electric Blue» (Instrumental) 5:46 Remix by Steve Thompson And Michael Barbiero*
4. «Electric Blue» (ST Edit) 4:01 Remix by Steve Thompson And Michael Barbiero*

#### Sencillo en 12" US Promo Radio Chrysalis – VAS 1045
1. «Electric Blue (7 Edit from 12 Steve Thompson Dance Mix) Remix – Steve Thompson 4:10
2. «Electric Blue (7 Edit from 12 Steve Thompson Dance Mix) Remix – Steve Thompson 4:10

(Nota: Misma Version radio mix vienen incluida en la edición promo de 4 versiones Chrysalis – VAS 1014)

### Edición Promocional en Estados Unidos Vinilo color azul (sencillo de 12" pulgadas Chrysalis – VAS-2899)
1. «Electric Blue (Single Version) Mixed By – Michael H. Brauer 4:23
2. «Electric Blue (12" Version) Mixed By – Michael H. Brauer 6:47
3. «Electric Blue Mixed By – David Lord 4:38